# Pascal Quintin
Pascal Quintin (né le 8 novembre 1960 à Plérin) est un navigateur français.

## Palmarès

### 2006
- Participation à la Route du Rhum

### 2005
- 3e de la Transat Jacques Vabre multicoques 50 pieds
- Vainqueur du Trophée des multicoques 50 pieds

### 2004
- Participation à la Transat Québec-Saint-Malo

### 2002
- Participation à la Route du Rhum

### 1998
- Participation à la Route du Rhum

### 1997
- Participation à la Transat Jacques Vabre